# Commander (piosenka)
Commander – piosenka dance stworzona przez Richarda Butlera Jr. na trzeci album studyjny amerykańskiej wokalistki Kelly Rowland zatytułowany Here I Am (2011). Wyprodukowany przez Davida Guettę, utwór wydany został jako pierwszy singel promujący międzynarodową wersję krążka dnia 17 maja 2010 w sprzedaży cyfrowej.

## Informacje o singlu
„Commander” to piosenka łącząca w sobie style electro, house oraz R&B, stworzona przez Richarda Butlera Jr. Tekst utworu nawiązuje do konkurencji między kobietami natomiast warstwa liryczna zawiera liczne błędy lingwistyczne. David Guetta odpowiedzialny jest za produkcję warstwy muzycznej kompozycji charakteryzującej się syntezatorowym dźwiękiem i dance’owym rytmem przypominającym poprzednie dokonania producenta.
Utwór wydany został jako pierwszy singel promujący krążek Here I Am dnia 17 maja we Francji oraz 18 maja 2010 w Stanach Zjednoczonych za pośrednictwem wytwórni Universal Music Group. W tych dniach oprócz standardowej wersji kompozycji ukazał się również remiks utworu Extended Dance. Wersja urban piosenki zawierająca gościnny wokal rapera Nelly’ego znalazła się jedynie na brytyjskiej wersji EP singla. Dnia 19 maja 2010 wytwórnia muzyczna wokalistki w oficjalnym oświadczeniu wyznała, iż „Commander” nie będzie promowany w rodzinnym kraju artystki. W Stanach Zjednoczonych jako pierwszy singel wydany został utwór „Motivation” natomiast promocyjne kompozycje „Rose Colored Glasses” – prezentowana przez amerykańskie popowe stacje radiowe oraz „Grown Woman” – która promowana była przez radia o charakterze urban oraz rhythmic – nie znalazły się na oficjalnej liście utworów albumu Here I Am.

## Promocja
Po raz pierwszy Rowland zaprezentowała utwór na imprezie zatytułowanej Fuck Me I’m Famous dnia 27 marca 2010 w Miami. Miesiąc później, 4 maja we Frankfurcie Guetta zaprezentował remiks Extended Dance jako część jego setu didżejskiego. 15 maja 2010 artystka wraz z producentem nagrania zaprezentowali „Commander” w Staples Center w Los Angeles podczas koncertu Wango Tango 2010 zorganizowanego przez amerykańską stację radiową KISS FM. Międzynarodowa część promocji utworu rozpoczęła się tydzień później w Wielkiej Brytanii, gdzie Rowland zaprezentowała singel w BBC Radio 1. Dnia 15 czerwca 2010 piosenka wykonana została w brytyjskim programie The Graham Norton Show. Wcześniej, dnia 25 maja wokalistka promowała kompozycję w Singapurze zaś 29 maja 2010 gościła w brytyjskim programie GMTV. Dnia 1 lipca 2010 wykonała akustyczną wersję „Commander” w audycji Live Lounge radia BBC Radio 1 oraz wykonała utwór w The 5 O’Clock Show. Kelly Rowland zaprezentowała również singel w stacji radiowej BBC Radio 2 podczas Saturday Sessions.

## Wydanie singla
Dzień po premierze utworu, dnia 18 maja 2010 „Commander” zadebiutował na amerykańskim notowaniu Billboard Hot Dance Club Songs na pozycji #36, gdzie kilka tygodni później znalazł się na szczycie zestawienia. Piosenka znalazła się również w Top 10 listy Hot Dance/Electronic Digital Songs. W Wielkiej Brytanii singel nie zadebiutował w oficjalnym zestawieniu do dnia 28 czerwca 2010, kiedy to na rynek muzyczny utwór wydany został w postaci płyty kompaktowej, mimo iż od maja singel dostępny był w sprzedaży cyfrowej oraz promowany był przez brytyjskie stacje radiowe. Po ukazaniu się kompozycji na półkach sklepowych utwór zaczęto promować intensywniej co doprowadziło do debiutu „Commander” na miejscu #9 UK Singles Chart. Tydzień później piosenka zadebiutowała na pozycji #24 w Irlandii kilka tygodni później zajmując szczytowe miejsce #13. W pozostałych krajach świata singel zyskał umiarkowany sukces. W Australii utwór zadebiutował i osiadł na pozycji #64, natomiast w Nowej Zelandii debiutował na miejscu #39, by trzy tygodnie później zdobyć szczytową pozycję #16. W Szwecji kompozycja znalazła się na pozycji #26 siedem tygodni po debiucie, natomiast w Danii debiutowała na miejscu #27, tydzień później obierając szczytową pozycję #23.

## Teledysk
Teledysk do singla nagrywany był dnia 5 maja 2010 oraz reżyserowany przez japońskiego producenta muzycznego raz twórcę promocyjnych spotów Masashi Muto. Muto zyskał rozgłos dzięki współpracy z holenderskim DJ Tiesto tworząc klip do utworu „I Will Be Here” oraz tworząc spoty reklamowe marek Pepsi i Honda. Wideoklip nie posiada fabuły – przedstawia wokalistkę tańczącą oraz prezentującą się na scenie w różnych pomieszczeniach. W teledysku gościnnie występują producent utworu David Guetta oraz jego twórca Richard Butler Jr. Za choreografię wykonywaną przez Rowland odpowiedzialna jest Fatima Robinson. Dnia 10 czerwca 2010 do internetu „wyciekła” nieoficjalna wersja teledysku, która pomimo potwierdzenia przez Rowland, iż jest niekompletna prezentowana była w brytyjskich stacjach telewizyjnych MTV Base oraz MTV Dance, do dnia 21 czerwca, kiedy to miała miejsce premiera oficjalnej wersji klipu za pośrednictwem oficjalnego profilu VEVO wokalistki.

## Listy utworów i formaty singla
Digital Download wersja główna
1. „Commander” featuring David Guetta – 3:39

Digital Download Extended Dance Mix
1. „Commander” featuring David Guetta (Extended Dance Mix) – 5:55

Amerykański digital mix
(dostępny jedynie w cyfrowym sklepie Universal Motown Republic Group)
1. „Commander” featuring David Guetta – 3:39
2. „Commander” featuring David Guetta (Extended Dance Mix) – 5:55

Europejska wersja digital EP
1. „Commander” featuring David Guetta – 3:38
2. „Commander” (David Guetta Remix) – 5:47
3. „Commander” (Extended Dance Mix) – 5:55
4. „Commander” (Extended Instrumental) – 5:54

Commander – The Remixes (wersja amerykańska)
(dostępny jedynie za pośrednictwem Masterbeat.com)
1. „Commander” (David Guetta Extended Remix) – 5:55
2. „Commander” (David Guetta Instrumental) – 5:54
3. „Commander” (Edycja Radiowa) – 3:38
4. „Commander” (Ralphi Rosario Bass & Treble Remix) – 8:07
5. „Commander” (Ralphi Rosario Club Remix) – 8:09
6. „Commander” (Ralphi Rosario Edycja Radiowa) – 4:02

Commander – The Remixes (wersja brytyjska)
1. „Commander” (Rico Love Urban Remix) feat. Nelly – 4:09
2. „Commander” (Pitron & Sanna Remix) – 8:20
3. „Commander” (Redlight Remix) – 3:51

## Pozycje na listach
| Lista przebojów (2010)                   | Najwyższa pozycja |
| ---------------------------------------- | ----------------- |
| Australia (ARIA)                         | 61                |
| Austria (Ö3 Austria Top 40)              | 23                |
| Belgia (Ultratop 50)                     | 52                |
| Dania (Tracklisten)                      | 23                |
| Finlandia (Suomen virallinen lista)      | 20                |
| Francja (SNEP)                           | 54                |
| Holandia (MegaCharts)                    | 66                |
| Irlandia (IRMA)                          | 13                |
| Kanada (Canadian Hot 100)                | 55                |
| Niemcy (Media Control Charts)            | 16                |
| Norwegia (VG-lista)                      | 19                |
| Nowa Zelandia (RIANZ)                    | 16                |
| Szwajcaria (Schweizer Hitparade)         | 46                |
| Szwecja (Sverigetopplistan)              | 26                |
| UK Singles (The Official Charts Company) | 9                 |
| US Hot Dance Club Songs (Billboard)      | 1                 |